# Else Lidegaard
Else Lidegaard (født 23. februar 1933, død 4. august 2025) var en dansk journalist og forfatter.
Hun var lærerdatter fra Røsnæs ved Kalundborg, og blev student fra Sønderborg Statsskole. Oprindeligt overvejede hun at blive skuespiller og læste derfor hos Ellen Malberg, men i stedet blev hun uddannet cand.mag. i fransk (1967) og eskimologi (1977). Hun var gift med Mads Lidegaard 1953, sep. 1988, skilt 2003. De fik fire børn, Øjvind Lidegaard, Kresten Lidegaard, Bo Lidegaard, Martin Lidegaard. Mens hendes mand var seminarielærer i Grønland 1953-61 arbejdede hun som lærer på realskolen og for Grønlands Radio.
Else Lidegaard var i mange år ansat i Danmarks Radio, fra 1969 som løstansat og i perioden 1976-96 som fastansat. I DR producerede hun ca. 150 udsendelser, de fleste om kulturmøder, f.eks serierne Med Danmark i Zimbabwe (1986)og "Sådan er de andre" (1991), men også litterære portrætter af f.eks. Grundtvig (1972), William Heinesen (1980)Simone de Beauvoir (1983)Modtog i 1974 Gyngestolprisen, især for udsendelsen "Barbara, digt og virkelighed." Derudover har Lidegaard forfattet rejsebøger om ophold i Afrika og Patagonien, og hun har virket som lærer og foredragsholder på Krogerup Højskole (1967-72), Zahles Seminarium (1968-70) og Uldum Højskole 1993-96.
I 2011 udgav Else Lidegaard bogen Kære Estrid – Jørgen-Frantz, du kære, som omhandler brevvekslingen mellem den færøske forfatter Jørgen-Frantz Jacobsen og Estrid Bannister Good, der var inspiration for hans romanskikkelse i bogen Barbara (1939). Hun udsendte samme år bogen Med snudehulkende hilsen fra William Heinesen om Else Lidegaards korrespondance med den færøske forfatter William Heinesen.
Hun var initiativtager til bevægelsen Bedsteforældre For Asyl.